# Sasameki Koto
Sasameki Koto (ささめきこと, Sasameki Koto) est un manga yuri de type seinen écrit et dessiné par Takashi Ikeda. Il a été prépublié dans le magazine Monthly Comic Alive entre le 26 mai 2007 et le 27 septembre 2011 et édité par Media Factory avant d'être publié en neuf tankōbons. Il est édité en français par l'éditeur Clair de Lune entre 2011 et 2013. Une adaptation en anime de treize épisodes produite par le studio Anime International Company a été diffusée entre le 7 octobre 2009 et le 30 décembre 2009 sur TV Tokyo,. La série se déroule dans une école mixte et suit l'histoire de Sumika Murasame, une fille de 15 ans secrètement amoureuse de sa meilleure amie, Ushio Kazama. Ushio aime également les filles, mais seulement les « petites et mignonnes », alors que Sumika est grande, douée en sport, et pas vraiment timide.

## Résumé
Sumika Murasame est une lycéenne qui est amoureuse de sa meilleure amie Ushio Kazama, mais est incapable de lui avouer ses sentiments. En effet, Ushio aime seulement les filles « petites et mignonnes », alors que Sumika est grande et sportive. Sumika découvre qu'un de ses camarades de classe nommé Masaki Akemiya l'apprécie et a commencé à se travestir pour attirer son attention mais s'est fait embaucher comme modèle par inadvertance. Sumika et Ushio connaissent deux filles de leur classe qui sont en couple, Tomoe Hachikusa et Miyako Taema. Tomoe veut lancer un « Club des filles », que seules les lesbiennes pourraient rejoindre, mais se heurte à l'opposition. Sumika accepte d'aller à un rendez-vous avec Masaki, qui arrive habillé en son personnage féminin, Akemi Yamasaki. Sumika est impliquée avec sa camarade Azusa Aoi, une fille calme qui souhaite devenir écrivaine et prévoit d'assister à une convention de dōjinshi, motivée par son amour de l'auteur de yuri Orino Masaka, qui n'est autre que le nom d'auteur de Norio, le grand frère d'Ushio. Sumika se retrouve à devoir aider Azusa et assiste également à la convention estivale bien qu'elle veuille passer du temps avec Ushio.
Après la journée de compétition sportive et le festival culturel, une petite lycéenne allemande nommée Charlotte Münchhausen (surnommée Lotte) vient séjourner chez Sumika pour s’entraîner au karaté dans son dojo. Sumika, qui a arrêté le karaté parce que ce n'est pas mignon, recommence à s’entraîner pour aider Charlotte, à la plus grande joie du père de Sumika. Ushio est mécontente à propos de l’entraînement de Charlotte et veut seulement qu'elle soit une gentille et mignonne fille. Charlotte tombe malade après avoir couru sous la pluie durant un entraînement, et après qu'Ushio l'ai confronté à ce sujet, Sumika craque, forcée de constater qu'elle ne pourrait jamais devenir plus petite ou mignonne. En suivant une suggestion de Tomoe, un club de karaté féminin est créé, avec Sumika comme présidente et Charlotte comme vice-présidente. Après qu'Ushio commence à réaliser qu'elle a des sentiments romantiques pour Sumika, elle commence à s'inquiéter à propos du fait que Sumika arrête d'être son amie. Masaki arrête d'être modèle de mode après qu'on découvre de façon traumatisante qu'il se travestit.
Après que Sumika et ses amies entrent en seconde année de lycée, deux élèves de première année nommées Mayu Semimaru et Koino Matsubara rejoignent le club de karaté féminin. Sumika est troublée à propos de sa relation avec Ushio, ce qui a un effet négatif sur ses performances en karaté, au plus grand étonnement de Mayu. Sumika commence à s'impliquer davantage dans son entraînement de karaté afin de libérer son esprit d'Ushio, et se faisant met inconsciemment de la distance entre elles. Ushio tombe en dépression à cause de cette distance, ce qui l'amène à se casser le bras mais lui permet aussi de se réconcilier avec Sumika. Tomoe laisse accidentellement entendre à Ushio que Sumika a des sentiments pour elle, à sa plus grande surprise. Ushio accepte finalement le fait d'être amoureuse de Sumika mais décide de devenir moins dépendante de son amie avant de lui avouer ses sentiments, car elle croit qu'elle ne succédera jamais en amour. Pendant ce temps, Mayu réalise qu'elle pourrait elle aussi avoir des sentiments romantiques pour Sumika, ce qui la distrait lors d'un tournoi de karaté. Plus tard, Sumika se présente pour être présidente du conseil des élèves, bien qu'elle rencontre des problèmes concernant des rumeurs à son sujet, et soit forcée de se retirer quand Mayu en arrive à frapper un élève qui a insulté Sumika. De ce fait, c'est Ushio qui se retrouve présidente du conseil des élèves.

## Personnages
Sumika Murasame (村雨 純夏, Murasame Sumika)
Voix japonaise : Ayahi Takagaki
Le personnage principal de l'histoire, Sumika est intelligente, grande avec de longs cheveux noirs et une constitution sportive. Sa famille dirige un dojo de karaté, elle a donc pratiqué les arts martiaux depuis son enfance, devenant rapidement très forte et étant même considérée comme une « génie » du karaté. Toutefois, après avoir réalisé qu'elle était amoureuse d'Ushio, elle a décidé d’arrêter pour devenir plus « mignonne ». Grâce à ses capacités, elle devient populaire à l'école, et malgré sa personnalité pacifiste, elle est parfois surnommée « Violente Murasame ». Elle aime secrètement Ushio, mais le fait que cette dernière ne retourne pas ses sentiments la fait souffrir. Souvent, elle essaye d'agir de façon plus mignonne, mais les résultats ne sont pas bons et Ushio reste inconsciente des sentiments de Sumika.
Ushio Kazama (風間 汐, Kazama Ushio)
Voix japonaise : Megumi Takamoto (en)
La meilleure amie et camarade de classe de Sumika. Ushio est une fille naïve qui vit seule avec son frère aîné et est follement amoureuse des filles mignonnes. Elle a souvent le béguin, mais cela n'est jamais réciproque. Elle considère Sumika comme une amie vraiment précieuse et déclare souvent qu'elle est « cool », « pas mignonne » et « pas son type ». Elle est complètement ignorante des sentiments de Sumika et de son ressenti face à ces paroles. Elle-même développe des sentiments pour Sumika, mais est effrayée à l'idée de le montrer à la suite d'une mauvaise expérience avec une ancienne amie. Elle apprend plus tard de la part de Tomoe que Sumika l'aime également, et commence alors lentement à lui donner des indices.
Tomoe Hachisuka (蓮賀 朋絵, Hachisuka Tomoe)
Voix japonaise : Hitomi Harada
Une camarade de classe lesbienne d'Ushio et Sumika. Elle a 18 ans et est en relation avec une autre camarade de classe, Miyako Taema. Elle a passé deux ans hors de l'école pour sauver la société de sa famille de la banqueroute (un exploit publiquement attribué à son père). Grâce à la différence d'âge, elle a un regard plus mature sur la vie que les autres personnages. La famille Hachisuka est très riche et traditionnelle, mais ils n'ont pas d'autre choix que d'accepter les choix de Tomoe. Elle affirme que « l'important au lycée, c'est d'être dans des clubs », et essaie donc de former un « Club des filles » pour « les filles qui aiment les filles, mais n'ont pas eu d'autre choix que d'intégrer une école mixte ». La proposition est rejetée et les filles le transforment en club de karaté. Elle a le permis de conduire mais est une très mauvaise et dangereuse conductrice.
Miyako Taema (当麻 みやこ, Taema Miyako)
Voix japonaise : Chiwa Saitō
La petite amie de Tomoe. Alors qu'elle a l'air d'une fille innocente, maladroite, et qu'elle est populaire auprès des garçons (qui la surnomme « Princesse »), sa vraie personnalité est très différente. Elle se révèle diabolique, a de mauvaises manières et est toujours prête à embêter ou à médire des autres, Tomoe étant la seule à pouvoir la « contrôler ». Les deux filles sont toujours ensemble, et pour cette raison elles n'avaient pas d'amis avant de rencontrer Sumika et les autres. Miyako est la fille du chauffeur de la famille Hachisuka, un fait qui dérange le reste de la famille de Tomoe, même si comme pour le reste, ils ne peuvent pas aller à son encontre.
Azusa Aoi (蒼井 あずさ, Aoi Azusa)
Voix japonaise : Mayuki Makiguchi (en)
Une camarade de classe des personnages principaux qui fait son apparition dans le deuxième volume. Aoi est une fan de yuri et elle aime particulièrement les nouvelles shōjo d'Orino Masaka, sans savoir qu'il s'agit en réalité du frère d'Ushio, Norio, qui utilise un nom d'auteur. Sumika est au courant mais elle ne veut pas la décevoir et garde donc le secret. Aoi pense que l'amour entre filles doit être quelque chose de complètement pure et fragile, caché des regards des autres. Pour cette raison-là, elle n'aime pas la relation de Tomoe et Miyako, les considérant trop exhibitionnistes. Elle aime participer à des évènements exclusivement yuri et écrire des dōjinshis yuri. Elle souhaite faire les deux avec Sumika.
Masaki Akemiya (朱宮 正樹, Akemiya Masaki)
Voix japonaise : Ayaka Shimizu
Un camarade de classe timide des personnages principales. Il aime Sumika, mais quand il remarque que celle-ci aime Ushio, il se travestit pour attirer son attention. Sa petite sœur le découvre et envoie des photos de lui à un magazine. À son plus grand désarroi, il est choisi comme modèle, et des photos de lui commencent à apparaître dans des magazines sous l'alias Akemi Yamasaki (山崎 アケミ, Yamasaki Akemi). Ushio découvre les photos, développe un béguin pour Akemi et veut « la » rencontrer. La carrière d'Akemi s'arrête brutalement lorsque sa « virilité » est accidentellement révélée lors d'un défilé de mode, mais la société de production garde l'identité de Masaki secrète.
Charlotte Münchhausen (シャルロッテ・ミュンヒハウゼン, Sharurotte Myunhihauzen)
Une fille allemande surnommée Lotte qui fait son apparition dans le troisième volume. Elle est petite et a une apparence très enfantine, ses cheveux blonds soyeux et ses yeux bleues lui donne l'air d'une poupée. Ushio a un coup de foudre pour elle et l'appelle « ange ». En dépit de son apparence, la personnalité de Lotte n'est pas du tout féminine ; elle parle rudement, fait du karaté et veut devenir cool et forte comme Sumika. Elle agit également de manière naïve et innocente, et au début elle se fait facilement berner par Ushio et porte des robes mignonnes. Lorsqu'elle est à l'école, elle porte un gakuran afin de conserver « l'esprit japonais ».
Kiyori Torioi (鳥追 きより, Torioi Kiyori)
Voix japonaise : Emiri Katō (en)
Une amie et camarade de classe de Sumika et Ushio, avec lesquelles elle déjeunent souvent. Elle est joyeuse et aime beaucoup manger, particulièrement du pain au curry. D'après Sumika, elle est droite et décline poliment toutes implications dans les activités douteuses proposées par Ushio et Tomoe.
Mayu Semimaru (蝉丸 まゆ, Semimaru Mayu)
Une étudiante en première année qui a rejoint le club de karaté après que Sumika et les autres commencent leur seconde année de lycée. C'est une admiratrice des talents de combattante de Sumika et sait se faire entendre lorsque ses attentes ne sont pas respectées. Contrairement à son apparence stoïque, elle a tendance à facilement s'emporter. Plus tard, elle éprouve elle-même des sentiments pour Sumika et se retrouve jalouse dès qu'elle la voit avec Ushio.
Koino Matsubara (松原 恋乃, Matsubara Koino)
Une autre étudiante en première année et meilleure amie de Mayu qui a également rejoint le club de karaté. De la même façon que Mayu, contrairement à son attitude et apparence joviale, c'est elle qui a le plus la tête froide. Sa personnalité a été affectée par le fait de voir sa mère changer constamment de partenaire. Elle est la seule au courant du béguin de Mayu pour Sumika et commence elle-même à développer des sentiments pour Mayu.
Norio Kazama (風間 規夫, Kazama Norio)
Voix japonaise : Wataru Hatano
Le grand frère d'Ushio. Ils vivent seuls dans une maison en désordre. C'est un écrivain qui publie des nouvelles yuri shōjo sous le nom d'Orino Masaka (presque « Kazama Norio » si on l'écrit en kana à l'envers). Sa véritable identité est inconnue de ses lecteurs, et on imagine donc qu'il est une femme.
Manaka Akemiya (朱宮 万奈歌, Akemiya Manaka)
Voix japonaise : Ayana Taketatsu
La petite sœur de Masaki et responsable de ses débuts dans le monde du mannequinat. Bien que plutôt taquine sur ce sujet, elle tente d'aider son frère à sa façon comme on le montre lorsqu'elle prépare un plan pour qu'il se retrouve avec Sumika.

## Médias

### Manga
Sasameki Koto a débuté comme une série de mangas écrite et dessinée par Takashi Ikeda et a été pré-publiée dans le magazine Monthly Comic Alive entre le 26 mai 2007 et le 27 septembre 2011 et édité par Media Factory. Les chapitres ont été réunis en neuf tankōbons publiés entre le 22 décembre 2007 et le 23 janvier 2012. Sasameki Koto est édité en France par la maison d'édition Clair de Lune.

#### Liste des volumes
| no | Japonais          | Japonais          | Français          | Français          |
| no | Date de sortie    | ISBN              | Date de sortie    | ISBN              |
| -- | ----------------- | ----------------- | ----------------- | ----------------- |
| 1  | 22 décembre 2007  | 978-4-8401-1978-8 | 18 août 2011      | 978-2-3532-5314-2 |
| 2  | 23 avril 2008     | 978-4-8401-2219-1 | 20 octobre 2011   | 978-2-3532-5340-1 |
| 3  | 22 septembre 2008 | 978-4-8401-2270-2 | 22 mars 2012      | 978-2-3532-5368-5 |
| 4  | 23 mars 2009      | 978-4-8401-2550-5 | 20 septembre 2012 | 978-2-3532-5394-4 |
| 5  | 23 septembre 2009 | 978-4-8401-2916-9 | 8 novembre 2012   | 978-2-3532-5435-4 |
| 6  | 23 mars 2010      | 978-4-8401-3303-6 | 7 mars 2013       | 978-2-3532-5446-0 |
| 7  | 23 octobre 2010   | 978-4-8401-3386-9 | 22 août 2013      | 978-2-3532-5491-0 |
| 8  | 23 février 2011   | 978-4-8401-3753-9 | 22 aout 2013      | 978-2-3532-5493-4 |
| 9  | 23 janvier 2012   | 978-4-8401-4095-9 | 17 octobre 2013   | 978-2-3532-5543-6 |

### Anime
Une série télévisée de 13 épisodes animés a été produite par Anime International Company et diffusée sur TV Tokyo et TV Aichi entre le 7 octobre 2009 et le 30 décembre 2009, puis rediffusée sur d'autre chaînes et AT-X quelques jours plus tard. Crunchyroll a également simulcasté la série. L'intrigue de l'anime se base sur le manga, à l'exception de l'épisode douze qui est une histoire originale de l'anime. Le générique d'introduction est Tellement Bleu c'est Triste (悲しいほど青く, Kanashii Hodo Aoku) et le générique de fin est Poche couleur Arc-en-ciel (虹色ポケット, Niji-iro Pocket), et tous les deux sont interprétés par Natsumi Kiyoura.

#### Liste des épisodes
| No | Titre français        | Titre japonais           | Titre japonais    | Date de 1re diffusion |
| No | Titre français        | Kanji                    | Rōmaji            | Date de 1re diffusion |
| --- | --------------------- | ------------------------ | ----------------- | --------------------- |
| 01 | Mots murmurés         | ささめきこと             | Sasameki Koto     | 7 octobre 2009        |
| L'amie de Sumika Murasame, Ushio Kazama, révèle qu'elle a le béguin pour une fille de seconde année de la bibliothèque de l'école, Chizuka Nishikigi. Sumika prévient Ushio que Chizuka pourrait déjà aimer quelqu'un d'autre et qu'elle serait donc rejetée, ce qui rend Ushio malheureuse. Le lendemain, Sumika sauve Masaki Akemiya de la chute d'une boite, bien qu'elle dénie le fait d'être une bonne personne. Plus tard dans la journée, Chizuka se tourne contre Ushio car le garçon qu'elle aimait s'est intéressé à Ushio plutôt qu'à elle. Sumika, qui a attendu pour s'excuser auprès d'Ushio, arrive alors pour la réconforter puis se réconcilier avec elle. |                       |                          |                   |                       |
| 02 | Mignonnes Personnes   | かわいいひとたち         | Kawaii Hitotachi  | 14 octobre 2009       |
| Ushio flash pour une jolie modèle dans un magazine. Pendant ce temps, Sumika est un peu déprimée à l'idée de ne pas être ce que les gens considèrent comme « mignonne ». Elle est donc surprise lorsque Masaki la qualifie de mignonne, bien que cela lui remonte le moral. Sumika essaie d'avouer ses sentiments à Ushio, mais est brusquement interrompue lorsqu'Ushio lui dit qu'elle n'est pas son type, avant même d'avoir eu une chance de s'exprimer. Juste après Ushio repère la mannequin du magazine, qui s'enfuit immédiatement. Sumika, qui est plus sportive qu'Ushio, la poursuit à sa place et découvre alors qu'il s'agit en réalité de Masaki, qui s'est travestit pour attirer l'attention de Sumika. Elle le rejette, mais remarque qu'aucun des deux n'abandonnera son amour, même après s'être fait rejeter. |                       |                          |                   |                       |
| 03 | First Kiss            | ファーストキス           | Fāsuto Kisu       | 21 octobre 2009       |
| En fin de journée à l'école, Sumika et Ushio surprennent deux filles qui s'embrassent. Quand la discussion du lendemain en arrive aux premiers baisers, Ushio a l'idée folle de s’entraîner pour son premier baiser. Sumika, déçue à l'idée qu'Ushio s’entraîne sur un mannequin plutôt qu'avec elle, décide de reprendre le karaté après avoir arrêté en pensant que ce n'était pas mignon. Le lendemain, Ushio demande à Sumika de la retrouver après l'école. Croyant que Sumika avait quelqu'un d'autre à l'esprit, Ushio la laisse s’entraîner au baiser sur elle, en portant un masque d'Ultraman. Alors qu'elles s'embrassent, elles sont observées par les deux filles qu'elles avaient précédemment surprises en train de s'embrasser. |                       |                          |                   |                       |
| 04 | 4+1                   |                          |                   | 28 octobre 2009       |
| Alors que Sumika reconnaît Tomoe Hachisuka et Miyako Taema comme les filles qu'elle et Ushio ont vu s'embrasser, Tomoe lui murmure à l'oreille qu'elle l'a également vue avec Ushio. Tomoe révèle à Sumika sa vision d'un club de filles, et Miyako essaie de la faire chanter pour qu'elle rejoigne le club, mais Sumika lui dit qu'elle et Ushio ne sont pas en couple. Tomoe et Miyako remarquent toutes les deux que Sumika est amoureuse d'Ushio. Elles convainquent cette dernière de rejoindre le club, ne leur laissant plus qu'à trouver un autre membre. Sumika décide d'utiliser les talents de travestit de Masaki afin d'obtenir des réactions de potentielles filles aimant les filles. Il en fait un peu trop avec ses confessions et effraie tout le monde. Sumika décide de réessayer avec la perruque qu'il utilise habituellement quand il s'habille en Akemi Yamasaki, mais Ushio le repère et il est recruté dans le club en tant qu'Akemi. Il fait alors croire que son personnage a été transféré dans une autre école, et la proposition de club est rejetée. |                       |                          |                   |                       |
| 05 | Friends               |                          |                   | 4 novembre 2009       |
| Tomoe et Miyako vont chez Sumika pour une session de révision, bien qu'elles pensent réellement au club de filles. Sumika a du mal à gérer les deux filles et sa femme de ménage qui l’embarrasse. Le lendemain elles décident d'organiser leurs « révisions » chez Ushio, où Sumika remarque qu'elles ont toutes les deux la même photo d'elles prise le premier jour d'école affichée dans leurs chambres. Les préparations pour le dîner tournent rapidement en une bataille entre Sumika et Miyako, et se terminent de façon explosive. Après une autre tentative infructueuse pour cuisiner ensemble, le frère d'Ushio, Norio, arrive avec des takoyakis et leur amie Kiyori Torioi les rejoint peu après. Après leurs départ, Tomoe et Miyako remercient Sumika pour les avoir aidé à se faire des amies. Quand Sumika arrive chez elle, elle imprime un photo des cinq filles ensemble. |                       |                          |                   |                       |
| 06 | La Nuit du Couple     | 二人の夜                 | Futari no Yoru    | 11 novembre 2009      |
| Ushio a encore du mal à faire face à Chizuka après l'incident qu'il y a eu entre elles, bien qu'elle veuille s'excuser auprès d'elle. Remarquant le comportement maladroit de Chizuka, Tomoe et Miyako décident d’entraîner Sumika afin qu'elle devienne aussi maladroite et qu'Ushio craque pour elle, mais les résultats ne sont pas concluants. Plus tard, Ushio va chez Sumika au lieu de rencontrer Chizuka. Sumika remarque alors qu'Ushio ment quand elle dit qu'elle n'a plus de sentiments pour Chizuka. Plus tard dans la soirée, Ushio propose de laver le dos de Sumika, mais celle-ci s’évanouit à cause de l’embarras. Ushio s'en veut pour avoir égoïstement aimé puis détesté Chizuka, mais Sumika lui dit que ce n'est pas sa faute. Le lendemain matin, Ushio va voir Chizuka pour s'excuser et lui avouer ses sentiments, au grand désarroi de Sumika. |                       |                          |                   |                       |
| 07 | Garçons et Filles     | 少年少女                 | Shōnen Shōjo      | 18 novembre 2009      |
| La petite sœur de Masaki, Manaka, se faufile dans l'école pour demander à Sumika pourquoi elle rejette son frère. En usant de pitié, Manaka arrive à convaincre Sumika d'aller à un rendez-vous avec Masaki. Arrive dimanche, Masaki rencontre Sumika en étant travestit, et Manaka les suit en suivant un plan pour les réunir. Pendant ce temps, Ushio s'inquiète un peu lorsqu'elle n'arrive pas à joindre Sumika. Manaka recommande d'aller voir un film romantique, mais ils finissent par regarder un film d'horreur à la place. Ensuite, Sumika et Masaki déjeunent, et à cause de son déguisement de serveuse non convaincant, Manaka n'arrive pas à glisser du philtre d'amour dans le plat de Sumika. Alors qu'ils achètent des vêtements, Sumika ne supporte pas le fait que Masaki soit plus « mignonne et fémininne » qu'elle, et s'enfuit en courant. Elle se retrouve alors encerclée par un trio d'otakus effrayants que Manaka a recrutés pour faire passer Masaki pour un héros. Celui-ci les fait s'éloigner de Sumika, mais se retrouve à son tour dans la même situation, même après avoir révélé qu'il est un garçon. À la fin de la journée, Masaki dit simplement à Manaka de ne plus refaire ce genre de choses, tandis que Sumika constate qu'elle a reçu six messages vocales d'Ushio. |                       |                          |                   |                       |
| 08 | Ripple                |                          |                   | 25 novembre 2009      |
| Des camarades de classes demandent si Tomoe et Miyako sortent réellement ensemble. Quand une autre camarade, Azusa Aoi, se plaint de ces propos aussi scandaleux, elle se fait embrasser par Tomoe et s'enfuit, pleine d'embarras. Sumika rejoint plus tard Azusa et apprend que c'est est une grande fan de Masaka Orino, qui est en fait le nom d'auteur de Norio, le frère d'Ushio. En apprenant que Sumika a entendu parler de son travail, Azusa se sent soulagée et se lie d'amitié avec elle. Juste après, elles chutent de quelques marches d'escalier, et Ushio les aperçoit dans une position compromettante. Sumika la rattrape, et toutes les deux sont surprises lorsqu'Ushio se met à pleurer. Remarquant le malaise entre les deux filles, Tomoe arrange une discussion privée entre elles. Ushio déclare que ses larmes venaient du fait de voir Sumika agir comme un homme violent, mais sait au fond d'elle même que Sumika ne ferait jamais quelque chose de semblable. Azusa, sortie de nulle part, est en possession de ses dōjinshis de l’œuvre d'Orino, mettant la pression sur Ushio qui doit garder l'identité de son frère secrète. Sumika remarque qu'Ushio rougit quand elle s'en va.                                                                                                 |                       |                          |                   |                       |
| 09 | Comme un Tournesol    | ひまわりの君             | Himawari no Kimi  | 2 décembre 2009       |
| Azusa devient folle et a l'idée de préparer un dōjinshi pour une convention yuri, s'imaginant que Sumika l'aiderait. Ushio décide de garder ses distances avec Azusa afin de préserver l'identité secrète de son frère Norio. Tomoe prépare un voyage à la place pour leur club de filles, et tente Sumika en la faisant s'imaginer Ushio en maillot de bain. Pensant à Sumika, Azusa trouve l'inspiration pour écrire une histoire originale plutôt qu'un dōjinshi , et passe alors plusieurs nuits à travailler dessus en espérant montrer le résultat final à Sumika. Toutefois, elle déprime vraiment quand Sumika oublie d'avoir proposé son aide, et cours pleurer chez elle. L'ayant remarquée, Tomoe emmène Sumika chez Azusa afin que celle-ci puisse voir son travail et s'excuser. |                       |                          |                   |                       |
| 10 | A Happening in Summer | ハプニング・イン・サマー | Hapuningu in Samā | 9 décembre 2009       |
| Sumika finit par travailler avec Azusa afin qu'elle termine son œuvre pour la convention yuri, et donc pouvoir rejoindre Ushio et les autres en voyage à la plage. Toutefois, elle ignore que le voyage s'est terminé plus tôt lorsque Tomoe a eu un accident avec leur voiture de location. Alors qu'elles approchent de la fin des innombrables photocopies du travail d'Azusa, celle-ci remarque qu'il y a une faute d'orthographe. Sumika ne supporte pas de la laisser, et elle fait donc d'autres photocopies, devant même utiliser les photocopieurs de magasins alentour. Malheureusement, quand elles rentre chez Azusa, Sumika trébuche et toutes les copies se retrouvent éparpillées sur le sol, puis trempées lorsque la mère d'Azusa trébuche à son tour. Devant le désarroi d'Azusa, Sumika décide de renoncer au voyage à la plage et l'aide à sauver les copies restantes pour la convention. Sumika est surprise de constater qu'Ushio est venue pour la voir et acheter une copie de leur œuvre à la convention. |                       |                          |                   |                       |
| 11 | Ce n'est Rien         | なんでもない             | Nandemonai        | 16 décembre 2009      |
| Pour se rattraper d'avoir manqué le voyage à la plage, les parents d'Azusa offrent des tickets pour la piscine à tout le monde. Ushio décide une fois de plus de rester distante d'Azusa afin de préserver l'identité de son frère, ce qui embête Sumika puisqu'elle est la seule qu'Azusa connaît bien. Kiyori sépare tout le monde en deux groupes en se basant sur la taille de leur poitrine, classant Sumika avec Ushio et Tomoe. Ushio et Tomoe sont repérées par des garçons, mais Sumika les effraie quand ils montrent de l’intérêt pour elle. Sumika défie alors Tomoe dans une compétition de natation, mais perd inévitablement. Après s'être reposée en utilisant le giron d'Ushio comme oreiller, elle lui apprend à nager. Alors qu'elles nagent, Azusa les repère et réalise que Sumika a des sentiments pour Ushio. Elle se demande alors si elle n'était pas juste un obstacle, mais trouve un peu de réconfort auprès de Tomoe. Elle décide finalement d'écrire une histoires basée sur les deux amoureuses. |                       |                          |                   |                       |
| 12 | As-tu Vu la Pluie ?   | 雨を見たかい             | Ame o Mitakai     | 23 décembre 2009      |
| Un jour de pluie, le groupe découvre une note cachée dans un livre faisant référence à une certaine chose, et décide donc partir à sa recherche. Après investigations, elles découvrent la clef d'un casier mais hésitent à aller dans les vestiaires des garçons, alors Sumika demande à Masaki d'y aller pour elles. Le casier contient une autre note mentionnant une personne allemande. Avec l'aide d'Azusa, elles font le lien avec la peinture du portrait d'un musicien allemand dans la salle de musique. Cela les conduit à la fontaine de l'école (« Bach » signifiant ruisseau en allemand), où elles comprennent que tout ceci était une farce, même si elles se sont amusées tout le temps. |                       |                          |                   |                       |
| 13 | Calling You           |                          |                   | 30 décembre 2009      |
| Sumika part en voyage avec sa famille pour visiter des tombes et un festival O-Bon, en promettant à Ushio de l'appeler dès qu'elle arriverait sur place. Toutefois, la maison dans laquelle ils devaient séjourner a été endommagée par un incendie et ils sont relogés dans un temple sur une montagne. Malheureusement pour Sumika, l'endroit est hors de portée du réseau mobile et elle ne peut donc pas contacter Ushio comme elle l'avait promis. Le lendemain, Sumika est chargée de surveiller des enfants. Alors qu'ils visitent une rivière, Teru, un des enfants, chute d'une branche et tombe dans la rivière. Sumika le sauve mais son téléphone est alors complètement trempé. Pendant ce temps, Ushio s'inquiète car elle n'a pas de nouvelles de Sumika, et se demande même si elle n'a pas eu un accident ou autre chose de ce genre. Teru est puni et s'excuse auprès de Sumika pour lui avoir causé des problèmes. Quand le téléphone de Sumika fonctionne de nouveau et qu'Ushio l'appelle, Teru s'empresse de l'apporter à Sumika qui est au festival, permettant aux deux filles d'avoir enfin une discussion. |                       |                          |                   |                       |

### Jeu vidéo
Un jeu vidéo de baisers intitulé Sasame Kisscomi, sous forme d'application pour iPhone a été publié par Team Tachyon. Le jeu note le joueur sur sa capacité à embrasser et offre 27 pages de manga, ainsi que des images en couleur de l'anime lorsque les baisers sont réussis. 